# 휘어진 시공간에서 맥스웰 방정식

유도된 시공간 곡률

물리학에서 휘어진 시공간의 맥스웰 방정식(영어: Maxwell's equations in curved spacetime)은 휘어진 시공(민코프스키 계량이 아닐 수 있는 일반적 시공)에서 전자기장의 역학을 지배한다. 이러한 방정식은 일반적으로 평평한 시공간의 국소 좌표로 공식화되는 진공에서 맥스웰 방정식의 일반화로 볼 수 있다. 그러나 일반 상대성이론에서 전자기장(또는 일반적으로 에너지/물질)이 존재하면 시공간의 곡률을 야기하기 때문에, 평평한 시공간에서의 맥스웰 방정식은 편리한 근사로 보아야 한다.
벌크 물질이 있는 상태에서 작업할 때 자유 전하와 속박 전하를 구별하면 분석을 용이하게 할 수 있다. 이러한 구분이 이루어지면 거시적 맥스웰 방정식이라고 한다. 이러한 구분이 없으면 거시적 맥스웰 방정식에 대조하여 "미시적" 맥스웰 방정식이라고도 한다.
전자기장은 좌표 독립적인 기하학적 설명을 허용하며 이러한 기하학적 객체로 표현된 맥스웰 방정식은 곡선이든 아니든 모든 시공간에서 동일하다. 또한 직선이 아닌 국소 좌표계를 사용할 때 민코프스키 공간의 방정식에 동일한 수정이 이루어진다. 예를 들어, 이 글의 방정식을 사용하여 구면좌표계로 맥스웰 방정식을 작성할 수 있다. 이러한 이유로 민코프스키 공간에서 맥스웰 방정식을 일반 공식화의 특수한 경우로 생각하는 것이 유용할 수 있다.

## 요약
일반 상대성이론에서 계량 텐서 {\displaystyle g_{\alpha \beta }}는 더 이상 상수가 아니고 공간과 시각에 따라 달라질 수 있다. 진공에서 전자기 방정식은
{\displaystyle {\begin{aligned}F_{\alpha \beta }&=\partial _{\alpha }A_{\beta }-\partial _{\beta }A_{\alpha },\\{\mathcal {D}}^{\mu \nu }&={\frac {1}{\mu _{0}}}\,g^{\mu \alpha }\,F_{\alpha \beta }\,g^{\beta \nu }\,{\frac {\sqrt {-g}}{c}},\\J^{\mu }&=\partial _{\nu }{\mathcal {D}}^{\mu \nu },\\f_{\mu }&=F_{\mu \nu }\,J^{\nu }\end{aligned}}}
이며, 여기서 {\displaystyle f_{\mu }}는 로런츠 힘의 밀도, {\displaystyle g^{\alpha \beta }}는 계량 텐서 {\displaystyle g_{\alpha \beta }}의 역이다. 그리고 {\displaystyle g}는 계량 텐서의 행렬식이다. {\displaystyle A_{\alpha }}와 {\displaystyle F_{\alpha \beta }}는 일반적 텐서인 반면 {\displaystyle {\mathcal {D}}^{\mu \nu }}, {\displaystyle J^{\nu }},  {\displaystyle f_{\mu }}는 가중치 +1의 텐서 밀도임을 주의하라. 편도함수가 포함되어 있음에도, 이러한 방정식은 임의의 휘어진 좌표 변환에 대해서 변하지 않는다. 따라서 편도함수를 공변 도함수로 대체하면 그에 따라 도입된 추가 항이 사라진다.

## 전자기 퍼텐셜
전자기 퍼텐셜은 전자기학의 특정되지 않은 근원인 공변량 벡터 {\displaystyle A_{\alpha }}이다. 이는 공변 벡터이기 때문에 다음과 같이 한 좌표계에서 다른 좌표계로 변환된다.
{\displaystyle {\bar {A}}_{\beta }({\bar {x}})={\frac {\partial x^{\gamma }}{\partial {\bar {x}}^{\beta }}}A_{\gamma }(x).}

## 전자기장
전자기장은 차수 2의 공변 반대칭 텐서이며, 다음과 같이 전위로 정의할 수 있다:{\displaystyle F_{\alpha \beta }=\partial _{\alpha }A_{\beta }-\partial _{\beta }A_{\alpha }.}이 방정식이 불변임을 확인하기 위해 텐서의 고전적 처리에 설명된 대로 좌표를 변환한다.{\displaystyle {\begin{aligned}{\bar {F}}_{\alpha \beta }&={\frac {\partial {\bar {A}}_{\beta }}{\partial {\bar {x}}^{\alpha }}}-{\frac {\partial {\bar {A}}_{\alpha }}{\partial {\bar {x}}^{\beta }}}\\&={\frac {\partial }{\partial {\bar {x}}^{\alpha }}}\left({\frac {\partial x^{\gamma }}{\partial {\bar {x}}^{\beta }}}A_{\gamma }\right)-{\frac {\partial }{\partial {\bar {x}}^{\beta }}}\left({\frac {\partial x^{\delta }}{\partial {\bar {x}}^{\alpha }}}A_{\delta }\right)\\&={\frac {\partial ^{2}x^{\gamma }}{\partial {\bar {x}}^{\alpha }\partial {\bar {x}}^{\beta }}}A_{\gamma }+{\frac {\partial x^{\gamma }}{\partial {\bar {x}}^{\beta }}}{\frac {\partial A_{\gamma }}{\partial {\bar {x}}^{\alpha }}}-{\frac {\partial ^{2}x^{\delta }}{\partial {\bar {x}}^{\beta }\partial {\bar {x}}^{\alpha }}}A_{\delta }-{\frac {\partial x^{\delta }}{\partial {\bar {x}}^{\alpha }}}{\frac {\partial A_{\delta }}{\partial {\bar {x}}^{\beta }}}\\&={\frac {\partial x^{\gamma }}{\partial {\bar {x}}^{\beta }}}{\frac {\partial x^{\delta }}{\partial {\bar {x}}^{\alpha }}}{\frac {\partial A_{\gamma }}{\partial x^{\delta }}}-{\frac {\partial x^{\delta }}{\partial {\bar {x}}^{\alpha }}}{\frac {\partial x^{\gamma }}{\partial {\bar {x}}^{\beta }}}{\frac {\partial A_{\delta }}{\partial x^{\gamma }}}\\&={\frac {\partial x^{\delta }}{\partial {\bar {x}}^{\alpha }}}{\frac {\partial x^{\gamma }}{\partial {\bar {x}}^{\beta }}}\left({\frac {\partial A_{\gamma }}{\partial x^{\delta }}}-{\frac {\partial A_{\delta }}{\partial x^{\gamma }}}\right)\\&={\frac {\partial x^{\delta }}{\partial {\bar {x}}^{\alpha }}}{\frac {\partial x^{\gamma }}{\partial {\bar {x}}^{\beta }}}F_{\delta \gamma }.\end{aligned}}}이 정의는 전자기장이 다음을 만족한다는 것을 의미한다.{\displaystyle \partial _{\lambda }F_{\mu \nu }+\partial _{\mu }F_{\nu \lambda }+\partial _{\nu }F_{\lambda \mu }=0,}이 방정식은 패러데이 전자기 유도 법칙과 자기에 대한 가우스 법칙을 통합한다. 이것은 {\displaystyle \partial _{\lambda }F_{\mu \nu }+\partial _{\mu }F_{\nu \lambda }+\partial _{\nu }F_{\lambda \mu }=\partial _{\lambda }\partial _{\mu }A_{\nu }-\partial _{\lambda }\partial _{\nu }A_{\mu }+\partial _{\mu }\partial _{\nu }A_{\lambda }-\partial _{\mu }\partial _{\lambda }A_{\nu }+\partial _{\nu }\partial _{\lambda }A_{\mu }-\partial _{\nu }\partial _{\mu }A_{\lambda }=0.}에서 보여진다. 패러데이-가우스에는 64개의 방정식이 있는 것처럼 보이지만 실제로는 4개의 독립 방정식으로 축소된다. 전자기장의 반대칭성을 사용하여 항등식(0 = 0)으로 축소하거나 {\displaystyle (\lambda ,\mu ,\nu )}가 {\displaystyle (1,2,3),(2,3,0),(3,0,1),(0,1,2)}인 방정식들만 제외하고 불필요한 방정식들을 정리한다.
패러데이-가우스 방정식은 때때로 다음과 같이 쓰여진다.{\displaystyle F_{[\mu \nu ;\lambda ]}=F_{[\mu \nu ,\lambda ]}={\frac {1}{6}}(\partial _{\lambda }F_{\mu \nu }+\partial _{\mu }F_{\nu \lambda }+\partial _{\nu }F_{\lambda \mu }-\partial _{\lambda }F_{\nu \mu }-\partial _{\mu }F_{\lambda \nu }-\partial _{\nu }F_{\mu \lambda })={\frac {1}{3}}(\partial _{\lambda }F_{\mu \nu }+\partial _{\mu }F_{\nu \lambda }+\partial _{\nu }F_{\lambda \mu })=0,}여기서 세미콜론은 공변 도함수를 나타내고 쉼표는 편미분을 나타내며 대괄호는 반대칭화를 나타낸다(표기법은 리치 미적분학 참조). 전자기장의 공변 도함수는 다음과 같다.{\displaystyle F_{\alpha \beta ;\gamma }=F_{\alpha \beta ,\gamma }-{\Gamma ^{\mu }}_{\alpha \gamma }F_{\mu \beta }-{\Gamma ^{\mu }}_{\beta \gamma }F_{\alpha \mu },}여기서 {\displaystyle \Gamma _{\beta \gamma }^{\alpha }}는 아랫쪽 인덱스에서 대칭인 크리스토펠 기호이다.

## 전자기 변위
전기 변위 장 D와 보조 자기장 H는 가중치 +1의 반대칭 반변량 랭크-2 텐서 밀도를 형성하며, 진공 상태에서 다음과 같이 주어진다:
{\displaystyle {\mathcal {D}}^{\mu \nu }={\frac {1}{\mu _{0}}}\,g^{\mu \alpha }\,F_{\alpha \beta }\,g^{\beta \nu }\,{\frac {\sqrt {-g}}{c}}.}
이 방정식은 계량(따라서 중력)이 전자기학 이론에 들어가는 유일한 곳이다. 또한 이 방정식은 척도 변화에 대해 불변이다. 즉, 계량에 상수를 곱해도 이 방정식에는 영향을 미치지 않는다. 결과적으로 중력은 사용 중인 전체 좌표계에 상대적인 빛의 속력을 바꾸므으로써 전자기에 영향을 미칠 수 있다. 빛은 무거운 물체 근처에서 더 느리기 때문에 중력에 의해서만 편향된다. 따라서 마치 중력이 거대한 물체 근처의 공간 굴절률을 증가시키는 것과 같다.
보다 일반적으로, 자화-분극 텐서가 0이 아닌 물질에서는,
{\displaystyle {\mathcal {D}}^{\mu \nu }={\frac {1}{\mu _{0}}}\,g^{\mu \alpha }\,F_{\alpha \beta }\,g^{\beta \nu }\,{\frac {\sqrt {-g}}{c}}-{\mathcal {M}}^{\mu \nu }.}
전자기 변위에 대한 변환 법칙은
{\displaystyle {\bar {\mathcal {D}}}^{\mu \nu }={\frac {\partial {\bar {x}}^{\mu }}{\partial x^{\alpha }}}\,{\frac {\partial {\bar {x}}^{\nu }}{\partial x^{\beta }}}\,{\mathcal {D}}^{\alpha \beta }\,\det \left[{\frac {\partial x^{\sigma }}{\partial {\bar {x}}^{\rho }}}\right].}
여기서 야코비안 행렬식이 사용된다. 자화-편극 텐서를 사용하면 전자기 변위와 같은 변환 법칙을 갖는다.

## 전류
전류는 전자기 변위의 발산이다. 진공 상태에서
{\displaystyle J^{\mu }=\partial _{\nu }{\mathcal {D}}^{\mu \nu }.}
자화-분극이 사용되는 경우 이는 전류의 자유 부분만 제공한다.
{\displaystyle J_{\text{free}}^{\mu }=\partial _{\nu }{\mathcal {D}}^{\mu \nu }.}
이것은 앙페르 법칙과 가우스 법칙을 통합한다.
두 경우 모두 전자기 변위가 비대칭이라는 사실은 전류가 자동으로 보존됨을 의미한다.
{\displaystyle \partial _{\mu }J^{\mu }=\partial _{\mu }\partial _{\nu }{\mathcal {D}}^{\mu \nu }=0.}
전류의 앙페르-가우스 정의는 전자기 전위(궁극적으로 도출된)에 값이 주어지지 않았기 때문에 그 값을 결정하기에 충분하지 않다. 대신 일반적인 절차는 전류를 다른 장(주로 전자 및 양성자)으로 표현한 다음 전자기 변위, 전자기장 및 전자기 포텐셜을 해결하는 것이다.
전류는 반변량 벡터 밀도이므로 다음과 같이 변환된다.
{\displaystyle {\bar {J}}^{\mu }={\frac {\partial {\bar {x}}^{\mu }}{\partial x^{\alpha }}}J^{\alpha }\det \left[{\frac {\partial x^{\sigma }}{\partial {\bar {x}}^{\rho }}}\right].}
이 변환 법칙을 유도하자:{\displaystyle {\begin{aligned}{\bar {J}}^{\mu }&={\frac {\partial }{\partial {\bar {x}}^{\nu }}}\left({\bar {\mathcal {D}}}^{\mu \nu }\right)\\[6pt]&={\frac {\partial }{\partial {\bar {x}}^{\nu }}}\left({\frac {\partial {\bar {x}}^{\mu }}{\partial x^{\alpha }}}{\frac {\partial {\bar {x}}^{\nu }}{\partial x^{\beta }}}{\mathcal {D}}^{\alpha \beta }\det \left[{\frac {\partial x^{\sigma }}{\partial {\bar {x}}^{\rho }}}\right]\right)\\[6pt]&={\frac {\partial ^{2}{\bar {x}}^{\mu }}{\partial {\bar {x}}^{\nu }\partial x^{\alpha }}}{\frac {\partial {\bar {x}}^{\nu }}{\partial x^{\beta }}}{\mathcal {D}}^{\alpha \beta }\det \left[{\frac {\partial x^{\sigma }}{\partial {\bar {x}}^{\rho }}}\right]+{\frac {\partial {\bar {x}}^{\mu }}{\partial x^{\alpha }}}{\frac {\partial ^{2}{\bar {x}}^{\nu }}{\partial {\bar {x}}^{\nu }\partial x^{\beta }}}{\mathcal {D}}^{\alpha \beta }\det \left[{\frac {\partial x^{\sigma }}{\partial {\bar {x}}^{\rho }}}\right]+{\frac {\partial {\bar {x}}^{\mu }}{\partial x^{\alpha }}}{\frac {\partial {\bar {x}}^{\nu }}{\partial x^{\beta }}}{\frac {\partial {\mathcal {D}}^{\alpha \beta }}{\partial {\bar {x}}^{\nu }}}\det \left[{\frac {\partial x^{\sigma }}{\partial {\bar {x}}^{\rho }}}\right]+{\frac {\partial {\bar {x}}^{\mu }}{\partial x^{\alpha }}}{\frac {\partial {\bar {x}}^{\nu }}{\partial x^{\beta }}}{\mathcal {D}}^{\alpha \beta }{\frac {\partial }{\partial {\bar {x}}^{\nu }}}\det \left[{\frac {\partial x^{\sigma }}{\partial {\bar {x}}^{\rho }}}\right]\\[6pt]&={\frac {\partial ^{2}{\bar {x}}^{\mu }}{\partial x^{\beta }\partial x^{\alpha }}}{\mathcal {D}}^{\alpha \beta }\det \left[{\frac {\partial x^{\sigma }}{\partial {\bar {x}}^{\rho }}}\right]+{\frac {\partial {\bar {x}}^{\mu }}{\partial x^{\alpha }}}{\frac {\partial ^{2}{\bar {x}}^{\nu }}{\partial {\bar {x}}^{\nu }\partial x^{\beta }}}{\mathcal {D}}^{\alpha \beta }\det \left[{\frac {\partial x^{\sigma }}{\partial {\bar {x}}^{\rho }}}\right]+{\frac {\partial {\bar {x}}^{\mu }}{\partial x^{\alpha }}}{\frac {\partial {\mathcal {D}}^{\alpha \beta }}{\partial x^{\beta }}}\det \left[{\frac {\partial x^{\sigma }}{\partial {\bar {x}}^{\rho }}}\right]+{\frac {\partial {\bar {x}}^{\mu }}{\partial x^{\alpha }}}{\frac {\partial {\bar {x}}^{\nu }}{\partial x^{\beta }}}{\mathcal {D}}^{\alpha \beta }\det \left[{\frac {\partial x^{\sigma }}{\partial {\bar {x}}^{\rho }}}\right]{\frac {\partial {\bar {x}}^{\rho }}{\partial x^{\sigma }}}{\frac {\partial ^{2}x^{\sigma }}{\partial {\bar {x}}^{\nu }\partial {\bar {x}}^{\rho }}}\\[6pt]&=0+{\frac {\partial {\bar {x}}^{\mu }}{\partial x^{\alpha }}}{\frac {\partial ^{2}{\bar {x}}^{\nu }}{\partial {\bar {x}}^{\nu }\partial x^{\beta }}}{\mathcal {D}}^{\alpha \beta }\det \left[{\frac {\partial x^{\sigma }}{\partial {\bar {x}}^{\rho }}}\right]+{\frac {\partial {\bar {x}}^{\mu }}{\partial x^{\alpha }}}J^{\alpha }\det \left[{\frac {\partial x^{\sigma }}{\partial {\bar {x}}^{\rho }}}\right]+{\frac {\partial {\bar {x}}^{\mu }}{\partial x^{\alpha }}}{\mathcal {D}}^{\alpha \beta }\det \left[{\frac {\partial x^{\sigma }}{\partial {\bar {x}}^{\rho }}}\right]{\frac {\partial {\bar {x}}^{\rho }}{\partial x^{\sigma }}}{\frac {\partial ^{2}x^{\sigma }}{\partial x^{\beta }\partial {\bar {x}}^{\rho }}}\\[6pt]&={\frac {\partial {\bar {x}}^{\mu }}{\partial x^{\alpha }}}J^{\alpha }\det \left[{\frac {\partial x^{\sigma }}{\partial {\bar {x}}^{\rho }}}\right]+{\frac {\partial {\bar {x}}^{\mu }}{\partial x^{\alpha }}}{\mathcal {D}}^{\alpha \beta }\det \left[{\frac {\partial x^{\sigma }}{\partial {\bar {x}}^{\rho }}}\right]\left({\frac {\partial ^{2}{\bar {x}}^{\nu }}{\partial {\bar {x}}^{\nu }\partial x^{\beta }}}+{\frac {\partial {\bar {x}}^{\rho }}{\partial x^{\sigma }}}{\frac {\partial ^{2}x^{\sigma }}{\partial x^{\beta }\partial {\bar {x}}^{\rho }}}\right).\end{aligned}}}마지막으로 다음을 보여주는 것만 남았다:
{\displaystyle {\frac {\partial ^{2}{\bar {x}}^{\nu }}{\partial {\bar {x}}^{\nu }\partial x^{\beta }}}+{\frac {\partial {\bar {x}}^{\rho }}{\partial x^{\sigma }}}{\frac {\partial ^{2}x^{\sigma }}{\partial x^{\beta }\partial {\bar {x}}^{\rho }}}=0.}
이는 이미 미적분학에서 알려진 정리의 한 버전이다.{\displaystyle {\begin{aligned}&{\frac {\partial ^{2}{\bar {x}}^{\nu }}{\partial {\bar {x}}^{\nu }\partial x^{\beta }}}+{\frac {\partial {\bar {x}}^{\rho }}{\partial x^{\sigma }}}{\frac {\partial ^{2}x^{\sigma }}{\partial x^{\beta }\partial {\bar {x}}^{\rho }}}\\[6pt]{}={}&{\frac {\partial x^{\sigma }}{\partial {\bar {x}}^{\nu }}}{\frac {\partial ^{2}{\bar {x}}^{\nu }}{\partial x^{\sigma }\partial x^{\beta }}}+{\frac {\partial {\bar {x}}^{\nu }}{\partial x^{\sigma }}}{\frac {\partial ^{2}x^{\sigma }}{\partial x^{\beta }\partial {\bar {x}}^{\nu }}}\\[6pt]{}={}&{\frac {\partial x^{\sigma }}{\partial {\bar {x}}^{\nu }}}{\frac {\partial ^{2}{\bar {x}}^{\nu }}{\partial x^{\beta }\partial x^{\sigma }}}+{\frac {\partial ^{2}x^{\sigma }}{\partial x^{\beta }\partial {\bar {x}}^{\nu }}}{\frac {\partial {\bar {x}}^{\nu }}{\partial x^{\sigma }}}\\[6pt]{}={}&{\frac {\partial }{\partial x^{\beta }}}\left({\frac {\partial x^{\sigma }}{\partial {\bar {x}}^{\nu }}}{\frac {\partial {\bar {x}}^{\nu }}{\partial x^{\sigma }}}\right)\\[6pt]{}={}&{\frac {\partial }{\partial x^{\beta }}}\left({\frac {\partial {\bar {x}}^{\nu }}{\partial {\bar {x}}^{\nu }}}\right)\\[6pt]{}={}&{\frac {\partial }{\partial x^{\beta }}}\left(\mathbf {4} \right)\\[6pt]{}={}&0.\end{aligned}}}

## 로런츠 힘 밀도
로런츠 힘의 밀도는 다음과 같이 주어진 공변량 벡터 밀도이다.{\displaystyle f_{\mu }=F_{\mu \nu }J^{\nu }.}중력과 전자기력에만 영향을 받는 시험 입자에 대한 힘은 다음과 같다.{\displaystyle {\frac {dp_{\alpha }}{dt}}=\Gamma _{\alpha \gamma }^{\beta }p_{\beta }{\frac {dx^{\gamma }}{dt}}+qF_{\alpha \gamma }{\frac {dx^{\gamma }}{dt}},}여기서 pα는 입자의 선형 4차원 운동량, t는 입자의 세계선을 매개변수화하는 임의의 시간 좌표, {\displaystyle \Gamma _{\beta \gamma }^{\alpha }}는 크리스토펠 기호 (중력장), q는 입자의 전하이다.
이 방정식은 시간 좌표의 변화에 따라 변하지 않는다. 그냥 {\displaystyle dt/d{\bar {t}}}를 곱하고 연쇄 법칙을 사용한다. 또한 x 좌표계의 변화에 따라 변하지 않는다.
크리스토펠 기호에 대한 변환 법칙을 사용하면,{\displaystyle {\bar {\Gamma }}_{\alpha \gamma }^{\beta }={\frac {\partial {\bar {x}}^{\beta }}{\partial x^{\epsilon }}}{\frac {\partial x^{\delta }}{\partial {\bar {x}}^{\alpha }}}{\frac {\partial x^{\zeta }}{\partial {\bar {x}}^{\gamma }}}\Gamma _{\delta \zeta }^{\epsilon }+{\frac {\partial {\bar {x}}^{\beta }}{\partial x^{\eta }}}{\frac {\partial ^{2}x^{\eta }}{\partial {\bar {x}}^{\alpha }\partial {\bar {x}}^{\gamma }}},}우리는 얻는다{\displaystyle {\begin{aligned}&{\frac {d{\bar {p}}_{\alpha }}{dt}}-{\bar {\Gamma }}_{\alpha \gamma }^{\beta }{\bar {p}}_{\beta }{\frac {d{\bar {x}}^{\gamma }}{dt}}-q{\bar {F}}_{\alpha \gamma }{\frac {d{\bar {x}}^{\gamma }}{dt}}\\[6pt]{}={}&{\frac {d}{dt}}\left({\frac {\partial x^{\delta }}{\partial {\bar {x}}^{\alpha }}}p_{\delta }\right)-\left({\frac {\partial {\bar {x}}^{\beta }}{\partial x^{\theta }}}{\frac {\partial x^{\delta }}{\partial {\bar {x}}^{\alpha }}}{\frac {\partial x^{\iota }}{\partial {\bar {x}}^{\gamma }}}\Gamma _{\delta \iota }^{\theta }+{\frac {\partial {\bar {x}}^{\beta }}{\partial x^{\eta }}}{\frac {\partial ^{2}x^{\eta }}{\partial {\bar {x}}^{\alpha }\partial {\bar {x}}^{\gamma }}}\right){\frac {\partial x^{\epsilon }}{\partial {\bar {x}}^{\beta }}}p_{\epsilon }{\frac {\partial {\bar {x}}^{\gamma }}{\partial x^{\zeta }}}{\frac {dx^{\zeta }}{dt}}-q{\frac {\partial x^{\delta }}{\partial {\bar {x}}^{\alpha }}}F_{\delta \zeta }{\frac {dx^{\zeta }}{dt}}\\[6pt]{}={}&{\frac {\partial x^{\delta }}{\partial {\bar {x}}^{\alpha }}}\left({\frac {dp_{\delta }}{dt}}-\Gamma _{\delta \zeta }^{\epsilon }p_{\epsilon }{\frac {dx^{\zeta }}{dt}}-qF_{\delta \zeta }{\frac {dx^{\zeta }}{dt}}\right)+{\frac {d}{dt}}\left({\frac {\partial x^{\delta }}{\partial {\bar {x}}^{\alpha }}}\right)p_{\delta }-\left({\frac {\partial {\bar {x}}^{\beta }}{\partial x^{\eta }}}{\frac {\partial ^{2}x^{\eta }}{\partial {\bar {x}}^{\alpha }\partial {\bar {x}}^{\gamma }}}\right){\frac {\partial x^{\epsilon }}{\partial {\bar {x}}^{\beta }}}p_{\epsilon }{\frac {\partial {\bar {x}}^{\gamma }}{\partial x^{\zeta }}}{\frac {dx^{\zeta }}{dt}}\\[6pt]{}={}&0+{\frac {d}{dt}}\left({\frac {\partial x^{\delta }}{\partial {\bar {x}}^{\alpha }}}\right)p_{\delta }-{\frac {\partial ^{2}x^{\epsilon }}{\partial {\bar {x}}^{\alpha }\partial {\bar {x}}^{\gamma }}}p_{\epsilon }{\frac {d{\bar {x}}^{\gamma }}{dt}}\\[6pt]{}={}&0.\end{aligned}}}

## 라그랑지언
진공에서 고전 전기역학의 라그랑주 밀도 (입방 미터당 줄)는 스칼라 밀도이다.{\displaystyle {\mathcal {L}}=-{\frac {1}{4\mu _{0}}}\,F_{\alpha \beta }\,F^{\alpha \beta }\,{\frac {\sqrt {-g}}{c}}+A_{\alpha }\,J^{\alpha },}여기서{\displaystyle F^{\alpha \beta }=g^{\alpha \gamma }F_{\gamma \delta }g^{\delta \beta }.}4차원 전류는 다른 하전된 장의 전류를 변수로 표현하는 많은 용어의 약어로 이해되어야 한다.
속박된 전류에서 자유 전류를 분리하면 라그랑지안은{\displaystyle {\mathcal {L}}=-{\frac {1}{4\mu _{0}}}\,F_{\alpha \beta }\,F^{\alpha \beta }\,{\frac {\sqrt {-g}}{c}}+A_{\alpha }\,J_{\text{free}}^{\alpha }+{\frac {1}{2}}\,F_{\alpha \beta }\,{\mathcal {M}}^{\alpha \beta }.}

## 전자기 응력-에너지 텐서
아인슈타인 장 방정식에서 소스 항의 일부로 전자기 응력-에너지 텐서는 다음과 같은 공변 대칭 텐서이다:(계량 부호수(−, +, +, +)을 사용.){\displaystyle T_{\mu \nu }=-{\frac {1}{\mu _{0}}}\left(F_{\mu \alpha }g^{\alpha \beta }F_{\beta \nu }-{\frac {1}{4}}g_{\mu \nu }F_{\sigma \alpha }g^{\alpha \beta }F_{\beta \rho }g^{\rho \sigma }\right),}부호수(+, −, −, −)인 계량을 사용하는 경우 {\displaystyle T_{\mu \nu }} 반대 부호를 갖게 된다. 응력-에너지 텐서는 대각합이 0이다:{\displaystyle T_{\mu \nu }g^{\mu \nu }=0}왜냐하면, 전자기학은 국소 불변 속력으로 전파되고 등각 불변이기 때문이다.
에너지와 선형 운동량 보존에 대한 표현에서 전자기 응력-에너지 텐서는 혼합 텐서 밀도로 가장 잘 표현된다.{\displaystyle {\mathfrak {T}}_{\mu }^{\nu }=T_{\mu \gamma }g^{\gamma \nu }{\frac {\sqrt {-g}}{c}}.}위의 방정식에서 다음을 보여줄 수 있다.{\displaystyle {{\mathfrak {T}}_{\mu }^{\nu }}_{;\nu }+f_{\mu }=0,}여기서 세미콜론은 공변 미뷴을 나타낸다.
이것은 다음과 같이 다시 쓸 수 있다.{\displaystyle -{{\mathfrak {T}}_{\mu }^{\nu }}_{,\nu }=-\Gamma _{\mu \nu }^{\sigma }{\mathfrak {T}}_{\sigma }^{\nu }+f_{\mu },}전자기 에너지의 감소는 중력장에서 로런츠 힘을 통해 전자기장이 한 일과 물질에 한 일을 더한 것과 동일하며, 이와 비슷하게 전자기 선형 운동량의 감소율은 중력장에 가해지는 전자기력과 물질에 가해지는 로런츠 힘과 같다.
보존 법칙 유도:{\displaystyle {\begin{aligned}{{\mathfrak {T}}_{\mu }^{\nu }}_{;\nu }+f_{\mu }&=-{\frac {1}{\mu _{0}}}\left(F_{\mu \alpha ;\nu }g^{\alpha \beta }F_{\beta \gamma }g^{\gamma \nu }+F_{\mu \alpha }g^{\alpha \beta }F_{\beta \gamma ;\nu }g^{\gamma \nu }-{\frac {1}{2}}\delta _{\mu }^{\nu }F_{\sigma \alpha ;\nu }g^{\alpha \beta }F_{\beta \rho }g^{\rho \sigma }\right){\frac {\sqrt {-g}}{c}}+{\frac {1}{\mu _{0}}}F_{\mu \alpha }g^{\alpha \beta }F_{\beta \gamma ;\nu }g^{\gamma \nu }{\frac {\sqrt {-g}}{c}}\\&=-{\frac {1}{\mu _{0}}}\left(F_{\mu \alpha ;\nu }F^{\alpha \nu }-{\frac {1}{2}}F_{\sigma \alpha ;\mu }F^{\alpha \sigma }\right){\frac {\sqrt {-g}}{c}}\\&=-{\frac {1}{\mu _{0}}}\left(\left(-F_{\nu \mu ;\alpha }-F_{\alpha \nu ;\mu }\right)F^{\alpha \nu }-{\frac {1}{2}}F_{\sigma \alpha ;\mu }F^{\alpha \sigma }\right){\frac {\sqrt {-g}}{c}}\\&=-{\frac {1}{\mu _{0}}}\left(F_{\mu \nu ;\alpha }F^{\alpha \nu }-F_{\alpha \nu ;\mu }F^{\alpha \nu }+{\frac {1}{2}}F_{\sigma \alpha ;\mu }F^{\sigma \alpha }\right){\frac {\sqrt {-g}}{c}}\\&=-{\frac {1}{\mu _{0}}}\left(F_{\mu \alpha ;\nu }F^{\nu \alpha }-{\frac {1}{2}}F_{\alpha \nu ;\mu }F^{\alpha \nu }\right){\frac {\sqrt {-g}}{c}}\\&=-{\frac {1}{\mu _{0}}}\left(-F_{\mu \alpha ;\nu }F^{\alpha \nu }+{\frac {1}{2}}F_{\sigma \alpha ;\mu }F^{\alpha \sigma }\right){\frac {\sqrt {-g}}{c}},\end{aligned}}}이는 자체적으로 음수이기 때문에 0이다(위의 네 줄 참조).

## 전자기파 방정식
장 텐서 측면에서 비균질 전자파 방정식은 특수 상대성이론에서 맥스웰 방정식에서 다음으로 수정된다:
{\displaystyle \Box F_{ab}\ {\stackrel {\text{def}}{=}}\ F_{ab;}{}^{d}{}_{d}=-2R_{acbd}F^{cd}+R_{ae}F^{e}{}_{b}-R_{be}F^{e}{}_{a}+J_{a;b}-J_{b;a},}
여기서 {\displaystyle R_{abcd}}는 리만 텐서의 공변 형식이고 {\displaystyle \Box }는 공변 도함수에 대한 달랑베르 연산자의 일반화이다.
{\displaystyle \Box A^{a}={{A^{a;}}^{b}}_{b}}
를 쓰면 맥스웰의 근원 방정식은 4차원 포텐셜 [ref. 2 , p. 569]
{\displaystyle \Box A^{a}-{A^{b;a}}_{b}=-\mu _{0}J^{a}}
로 표현 될 수 있다. 또는 휘어진 시공간에서 로렌츠 게이지의 일반화를 가정하면,
{\displaystyle {\begin{aligned}{A^{a}}_{;a}&=0,\\\Box A^{a}&=-\mu _{0}J^{a}+{R^{a}}_{b}A^{b}\end{aligned}}}
이 성립한다. 여기서 {\displaystyle R_{ab}\ {\stackrel {\text{def}}{=}}\ {R^{s}}_{asb}} 리치 곡률 텐서이다.
이것은 도함수가 공변 도함수로 대체되고 곡률에 비례하는 추가 항이 있다는 점을 제외하고는 평평한 시공간에서와 동일한 형태의 파동 방정식이다. 이 형태의 파동 방정식은 {\displaystyle A^{a}} 가 4차원 위치의 역할을 하는 휘어진 시공간의 로런츠 힘과 어느 정도 비슷하다.
(+, −, −, −) 형태의 계량 부호수의 경우 곡선 시공간의 파동 방정식 유도가 논문에서 수행된다.

## 동적 시공간에서 맥스웰 방정식의 비선형성
맥스웰 방정식이 배경 독립적인 방식으로 취급될 때 즉, 시공간 계량이 전자기장에 의존하는 동적 변수로 간주될 때 전자기파 방정식과 맥스웰 방정식은 비선형이다. 이것은 곡률 텐서가 아인슈타인 장 방정식을 통해 응력-에너지 텐서에 의존한다는 점으로부터 알 수 있다.
{\displaystyle G_{ab}={\frac {8\pi G}{c^{4}}}T_{ab},}
여기서
{\displaystyle G_{ab}\ {\stackrel {\text{def}}{=}}\ R_{ab}-{\frac {1}{2}}Rg_{ab}}
는 아인슈타인 텐서, {\displaystyle G}는 중력 상수, {\displaystyle g_{ab}}는 계량 텐서, {\displaystyle R}(스칼라 곡률)은 리치 곡률 텐서의 대각합이다. 응력-에너지 텐서는 입자로부터의 응력-에너지뿐만 아니라 전자기장으로부터의 응력-에너지로 구성된다. 이것은 비선형성을 생성한다.

## 기하학적 공식화
전자기장의 미분기하학적 공식화에서 반대칭 패러데이 텐서는 패러데이 제 2형식 {\displaystyle \mathbf {F} }로 볼 수 있다. 이 관점에서 맥스웰 방정식 둘 중 하나는
{\displaystyle \mathrm {d} \mathbf {F} =0}
이다. 여기서 {\displaystyle \mathrm {d} }는 외미분 연산자이다. 이 방정식은 완전히 좌표 및 계량에 독립적이며 시공간에서 닫힌 2차원 표면을 통한 전자기 플럭스가 위상적이며 더 정확하게는 호몰로지 동치류 (가우스 법칙의 적분 형식의 일반화 및 맥스웰-패러데이 방정식, 민코프스키 공간의 호몰로지 동치류는 자동으로 0이다. 푸앵카레 보조정리에 의해 이 방정식은 (적어도 국지적으로) 다음을 만족하는 제 1형식 {\displaystyle \mathbf {A} }가 존재함을 의미한다:
{\displaystyle \mathbf {F} =\mathrm {d} \mathbf {A} .}
다른 맥스웰 방정식은
{\displaystyle \mathrm {d} \star \mathbf {F} =\mathbf {J} .}
이러한 맥락에서, {\displaystyle \mathbf {J} }는 전류 제 3형식 (또는 더 정확하게는 뒤틀린 제 3형식)이고 별 {\displaystyle \star }은  호지 별 연산자를 나타낸다. 시공간 계량에 대한 맥스웰 방정식의 의존성은 등각적으로 불변인 제 2형식에 작용하는 호지 별 연산자 {\displaystyle \star }에 있다. 이런 식으로 작성된 맥스웰 방정식은 모든 시공간에서 동일하고 명시적으로 좌표 불변이며 사용하기 편리하다(민코프스키 공간 또는 유클리드 공간과 시간, 특히 휘어진 좌표에서).
다른 기하학적 설명은, 패러데이 제 2-형식 {\displaystyle \mathbf {F} } 이  {\displaystyle U(1)}-주다발에서 {\displaystyle U(1)}-접속 {\displaystyle \nabla }의 곡률 제 2형식 {\displaystyle F(\nabla )}에 해당한다는 것이다. 모든 접속은 "기저" 접속 {\displaystyle \nabla _{0}}에 대해 {\displaystyle \nabla =\nabla _{0}+iA} 그리고
{\displaystyle \mathbf {F} =\mathbf {F} _{0}+\mathrm {d} \mathbf {A} }
과 같이 쓸 수 있으므로, 전자기학의 벡터 전위는 접속과 아주 유사하다. 이 관점에서 맥스웰 "방정식" {\displaystyle \mathrm {d} \mathbf {F} =0}은 단순히 이미 미분 기하학에 있는 비양키 항등식에 의한 결과이다. 오직 방정식 {\displaystyle \mathrm {d} \star \mathbf {F} =\mathbf {J} }만이 공식에서 물리적 내용을 포함하는 유일한 방정식이다. 이러한 관점은 전기장이나 양자 역학을 고려할 때 특히 자연스럽다. 중력이 서로 다른 지점에서 평행 운송 벡터에 대한 접속의 필요성의 결과로 이해될 수 있는 것과 마찬가지로 전자기 현상 또는 아로노프-봄 효과와 같은 보다 미묘한 양자 효과로 이해될 수 있다. 서로 다른 지점에서 평행 운송 전하장 또는 파동 섹션에 접속할 필요가 있기 때문이다. 사실, 리만 텐서가 무한소 폐곡선을 따르는 레비치비타 접속의 홀로노미인 것처럼 접속의 곡률은 {\displaystyle U(1)}-접속의 홀로노미이다.

## 같이 보기
- 전자기파 방정식
- 비균질 전자파 방정식
- 전자기장의 수학적 설명
- 고전 전자기학의 공변 공식화
- 일반 상대성 이론의 이론적 동기
- 일반 상대성 이론의 수학적 공식화 개론
- 전기 진공 솔루션
- 중력장에서 하전 입자의 복사 역설

## 참조
- Einstein, A. (1961). 《Relativity: The Special and General Theory》. New York: Crown. ISBN 0-517-02961-8.
- Misner, Charles W.; Thorne, Kip S.; Wheeler, John Archibald (1973). 《Gravitation》. San Francisco: W. H. Freeman. ISBN 0-7167-0344-0.
- Landau, L. D.; Lifshitz, E. M. (1975). 《Classical Theory of Fields》 Four Revis English판. Oxford: Pergamon. ISBN 0-08-018176-7.
- Feynman, R. P.; Moringo, F. B.; Wagner, W. G. (1995). 《Feynman Lectures on Gravitation》. Addison-Wesley. ISBN 0-201-62734-5.